# Samuel del Pozo Urzúa
Samuel del Pozo Urzúa fue un político y abogado chileno. Nació en Talca, en 1869. Murió en San Clemente, el 17 de enero de 1916. Fue hijo de José Miguel del Pozo Gaete y Valentina Urzúa Vergara.
Educado en Humanidades en el Seminario y Liceo de Talca (actual Liceo Abate Molina). En Santiago, cursó Leyes hasta obtener el título de abogado, el 30 de junio de 1893, por la Universidad de Chile. Ejerció la profesión en Talca, época en la que ingresa al Partido Nacional.
Fue regidor de la Municipalidad de Talca durante diversos períodos, contribuyendo al progreso local y al mejoramiento de los servicios municipales. 
Elegido Diputado en dos períodos consecutivos (1912-1918). En ambas ocasiones fue miembro permanente de Asistencia Pública y Culto, además de Gobierno. 
Era miembro de la Junta de Beneficencia, Director de la Liga de Estudiantes Pobres y de la Junta de la Caja de Ahorros de Talca.
Falleció en el ejercicio de su cargo, en enero de 1916. Fue reemplazado en su cargo parlamentario por Manuel Hederra Concha.